# ناحیه دونلی، شهرستان مارشال، مینه سوتا
ناحیه دونلی (به انگلیسی: Donnelly Township) یک منطقهٔ مسکونی در ایالات متحده آمریکا است که در شهرستان مارشال، مینه‌سوتا واقع شده‌است.
 ناحیه دونلی ۹۳٫۵ کیلومتر مربع مساحت و ۲۸ نفر جمعیت دارد و ۲۴۷ متر بالاتر از سطح دریا واقع شده‌است.